# 空海一体战
空海一体战（英語：AirSea Battle，縮寫為），又譯空海整體戰、空海整體作戰，是美军2010年公开提出的一种作战理论，主要用於對抗中國軍隊採用的反介入/區域拒止。在2015年之後，被全球公域介入與聯合機動概念（英語：Joint Concept for Access and Maneuver in the Global Commons,JAM-GC）取代。

## 概述
美军受到80年代针对苏联的“空地一体战”（英語：AirLand Battle, ALB）的启发，2010年代针对中国提出“空海一体战”。这个用语最早来自一个已解密的、2009年美国海空军备忘录，其中提到了西太平洋和波斯湾的“不对称威胁”（也就是中国和伊朗的威胁）。五角大楼已经组织了一个由美国海军军官组成的“中国协调小组”，以便在和中国的潜在冲突中实行“空海一体战”。2010年，奥巴马政府宣称：维护南海航行自由是美国的国家利益。这一点评被视作对中国政府声称“南海地区属于中国核心利益”的回击。
最终，空海一体战在2010年2月成为美国官方大战略的一部分。美国国防部在2010年《四年防务评估报告》（英語：Quadrennial Defense Review）中指出：美军需要开发对抗“反介入/区域拒止”（A2/AD）的手段，并探索未来的作战概念以削弱对手A2/AD能力，确保在“反介入”作战环境中威慑并击败对手，美国军队必须有能力慑止、防御、击败潜在敌对国家的进犯，保护盟国和合作伙伴利益以及美国安全和在关键地区的影响力。

## 全球公域介入與聯合機動概念
全球公域介入與聯合機動概念（英語：Joint Concept for Access and Maneuver in the Global Commons,JAM-GC），是美軍於2015年提出取代空海一體戰的戰略，納入海空軍之外，將陸軍、陸戰隊、太空軍、網路部隊及盟國部隊，確保美軍對抗對手反介入（A2/AD）的能力，部署分散化，重視快速恢復戰備能力及無衛星指管下的作戰能力。

## 引用
1. ↑  Krepinevich, Andrew F.  (PDF). Center for Strategic and Budgetary Assessments (CSBA) - Scenarios. 2010. （原始内容 (PDF)存档于2013-05-28）. 外部链接存在于|publisher= (帮助)
2. ↑  Stephen Glain, The Pentagon's new China war plan （页面存档备份，存于）, Salon, August 13, 2011.
3. ↑  U.S. Department of Defense.  (PDF). February 2010  [3 October 2012]. （原始内容存档 (PDF)于2015-09-23）.
4. ↑  .   [2014-08-08]. （原始内容存档于2014-08-08）.
5. ↑  舒孝煌. .  (PDF). 財團法人國防安全研究院. 2018  [2023-06-29]. （原始内容存档 (PDF)于2023-06-29）. 2015 年 1 月宣布創立「全球公域聯合介入及機動」概念（Joint Concept for Access and Maneuver in the Global Commons, JAM-GC），取代空海整體戰，將陸上武力納入更廣泛的概念中，即如何將陸軍及陸戰隊介入衝突區域，協助美國部隊重獲介入能力。雖然用詞有所變動，其意義均在於進一步打破軍種間藩籬，更進一步強化聯合作戰。